# 楠原輸送
楠原輸送株式会社（くすはらゆそう、英: KUSUHARA Transportation Co.,Ltd.）は、神奈川区に本社を置く、主に港湾運送事業、倉庫業、貨物自動車・利用運送事業を営む企業。
大正12年に楠原組として創業。港湾運送業を主たる事業として、構内作業、トラック運送事業だけではなく、国際航空輸送や通関業務なども展開しており、最近では国際輸送ネットワークとの連携強化のため海外法人の設置による事業のグローバル化を図っている。関連会社では、八幡商事株式会社、ヨコニサービス株式会社、楠原建設株式会社、などが他領域での事業展開を行っている。。

## 沿革
- 1947年（昭和22年）
  - 11月 - 会社設立 資本金200万円　沿岸荷役事業開始
- 1951年（昭和26年）
  - 5月 - 資本金500万円に増資
- 1952年（昭和27年）
  - 2月 - 資本金1,000万円に増資
- 1954年（昭和29年）
  - 8月 - 一般区域貨物自動車運送事業の免許取得、事業区域　横浜市・川崎市
- 1959年（昭和34年）
  - 2月 - 資本金1,500万円に増資
  - 4月 - 東京事業所開設
- 1960年（昭和35年）
  - 8月 - 一般区域貨物自動車運送事業の事業区域を東京都に拡張
  - 10月 - 千葉営業所開設
- 1961年（昭和36年）
  - 6月 - 一般区域貨物自動車運送事業の事業区域を千葉県、埼玉県に拡張
  - 10月 - 資本金4,000万円に増資
- 1962年（昭和37年）
  - 2月 - 船橋事業所開設
  - 3月 - 倉庫業の許可取得
- 1963年（昭和38年）
  - 5月 - 資本金8,000万円に増資
- 1964年（昭和39年）
  - 5月 - 京浜港、一般港湾運送事業、船内荷役事業、はしけ運送事業、沿岸荷役事業の免許取得
  - 6月 - 千葉港、沿岸荷役事業の免許取得
- 1967年（昭和42年）
  - 5月 - 資本金1億2,000万円に増資
- 1969年（昭和44年）
  - 8月 - 一般区域貨物自動車運送事業の事業区域を大阪府、兵庫県に拡張
  - 11月 - 通関業の許可取得（横浜税関）
  - 12月 - 山根運輸株式会社横浜支店を吸収合併
- 1970年（昭和45年）
  - 2月 - 資本金1億6,000万円に増資
  - 6月 - 貨物自動車取扱事業、登録
- 1971年（昭和46年）
  - 2月 - 資本金2億円に増資
  - 4月 - 指定自動車整備事業の指定取得
  - 10月 - 内航海運業の許可取得
- 1972年（昭和47年）
  - 5月 - 日東海陸輸送株式会社を吸収合併 資本金2億1,000万円に増資
- 1973年（昭和48年）
  - 3月 - 関東貨物輸送株式会社を吸収合併 資本金2億5,000万円に増資
  - 5月 - 内航海運取次許可
- 1974年（昭和49年）
  - 5月 - 一般区域貨物自動車運送事業の事業区域を愛知県に拡張 名古屋事業所開設
- 1975年（昭和50年）
  - 4月 - 建築工事業、とび土工工事業の許可取得
- 1977年（昭和52年）
  - 10月 - 船橋倉庫開設
- 1978年（昭和53年）
  - 6月 - 千葉港、一般港湾運送事業の免許取得
- 1979年（昭和54年）
  - 2月 - 大黒埠頭8号ライナーバースを公団より借受け開設
- 1980年（昭和55年）
  - 8月 - 資本金3億2,000万円に増資
- 1982年（昭和57年）
  - 11月 - 大黒埠頭倉庫開設
- 1985年（昭和60年）
  - 2月 - 一般区域貨物自動車運送事業の事業区域を茨城県、群馬県に拡張
  - 7月	茨城営業所開設
- 1986年（昭和61年）
  - 3月 - 千葉港、港湾荷役事業免許を取得
  - 9月 - 一般区域貨物自動車運送事業の事業区域を岐阜県、三重県に拡張
- 1989年（平成元年）
  - 6月 - 東扇島倉庫開設
- 1993年（平成5年）
  - 4月 - ワールド流通センター開設
- 1994年（平成6年）
  - 1月 - 利用運送外航海運認可
- 1995年（平成7年）
  - 4月 - 本牧物流センター開設
  - 10月 - 通関業許可（東京税関）
- 1996年（平成8年）
  - 5月 - 一般区域貨物自動車運送事業の事業区域を山梨県、京都府、静岡県に拡張
  - 7月 - 横浜港流通センター営業所開設
- 2003年（平成15年）
  - 10月 - 環境マネジメントシステム-ISO14001 認証取得（一部事業所）
- 2007年（平成19年）
  - 2月 - 仙台営業所開設
  - 4月 - 労働安全衛生マネジメントシステム OHSAS18001認証取得（一部事業所）
- 2008年（平成20年）
  - 3月 - 特定保税承認者（AEO事業者）承認取得（横浜税関）
- 2010年（平成22年）
  - 6月 - 宅地建物取引業者免許取得
  - 8月 - 認定通関業者（AEO事業者）認定取得（横浜税関）
  - 9月 - 情報セキュリティマネジメントシステム ISO27001認証取得（一部事業所）
- 2011年（平成23年）
  - 7月 - 九州営業所開設
- 2012年（平成24年）
  - 4月 - 特定保税運送者（AEO事業者）承認取得（横浜税関）
- 2014年（平成26年）
  - 1月 - FSSC22000認証取得（大黒埠頭倉庫リパックセンター）
- 2018年（平成30年）
  - 5月 - 北関東営業所開設
- 2019年（平成31年）
  - 4月 - 労働安全衛生マネジメントシステム認証（一部事業所） OHSAS18001よりISO45001へ移行
- 2020年（令和2年）
  - 6月 - 北陸営業所開設
- 2023年（令和5年）
  - 3月 - 北陸営業所　敦賀倉庫開設（二期工事）
  - 10月 - 北関東営業所　熊谷倉庫開設

## 営業所一覧
- 本社 - 神奈川県横浜市神奈川区東神奈川2-43-1
  - 埠頭部・倉庫部・海上部・通関部（横浜通関課）・車輌部・引越部・業務部・国際輸送部
- 修理工場 - 神奈川県横浜市鶴見区寛政町22-32
- 機工部 - 神奈川県横浜市中区かもめ町40
- 海貨部・通関部（東京通関課）
- 港運部 - 東京都中央区銀座1-3-9 マルイトビル10F
- 横浜営業所（業務部） - 神奈川県横浜市中区かもめ町19
- 横浜営業所（車輌部） - 神奈川県横浜市保土ヶ谷区岡沢町170
- 磯子営業所 - 神奈川県横浜市磯子区新森町1
- YCC営業所 - 神奈川県横浜市鶴見区大黒ふ頭22
- 東扇島営業所 - 神奈川県川崎市川崎区東扇島7-1
- 川崎営業所（業務部） - 神奈川県川崎市川崎区扇町13-1
- 川崎営業所（車輌部） - 神奈川県川崎市川崎区塩浜3-24-4
- 千葉支店 - 千葉県市原市八幡浦1-8-1
- 茨城営業所 - 茨城県神栖市東深芝4-2
- 東北営業所 - 福島県相馬郡新地町駒ヶ嶺字今神西1-14
- 北関東営業所 - 埼玉県深谷市小前田2873-1
- 名古屋支店 - 愛知県東海市新宝町507-22
- 北陸営業所 - 福井県敦賀市田結35号ナワテ1-1
- 西日本営業所 - 兵庫県西宮市西宮浜2-1-4
- 九州配送センター - 福岡県糟屋郡宇美町ゆりが丘4-1-1　三笠倉庫A棟

### 海外支店
- Kusuhara Transportation Co., Ltd. Myanmar Branch (Myanmar)
  - Room #902/B, 9th Floor, Mahar Nawarat Condominium, 50th Street, Between Maha Bandula Road & Merchant Road, Botahtaung Township,Yangon
- Kusuhara Transportation Co.,Ltd. Dhaka office (Bangladesh)
  - Azhar Comfort Complex Level-3, 130/A Middle Baddah, Pragoti Saroni, Dhaka-1212, Bangladesh
- Kusuhara Transportation Co., Ltd. Ho Chi Minh office (Vietnam)
  - 3rd Floor, 31A-31-31B Truong Son Street, Ward 4, Tan Binh District, Ho Chi Minh City, Vietnam

### 海外現地法人
- Kusuhara Thailand Co., Ltd. (Thailand)
  - BANGKOK OFFICE No.56 Yada Building,9th Floor,No.909 Silom Rd Suriyawongse,Bangrak,Bangkok, Thailand 10500
  - RAYONG WAREHOUSE  Amata City Industrial Estate 7/557 Moo 6, Tambol Mabyangporn, Amphur Pluakdaeng, Rayong 21140
- Yusen Logistics & Kusuhara Lanka(Pvt) Ltd. (Sri Lanka)
  - West Wing, Ground Floor, 400, Deans Road, Colombo 10, Sri Lanka.